# Bensalem (Pennsylvania)
Bensalem  è una township degli Stati Uniti d'America, nella contea di Bucks nello Stato della Pennsylvania. Secondo il censimento del 2000 la popolazione è di 58.434 abitanti. 

## Società

### Evoluzione demografica
| township di Bensalem Popolazione |        |
| 1890                             | 2.499  |
| 1940                             | 7.276  |
| 1980                             | 52.368 |
| 2000                             | 58.434 |
| Stima al 2009                    | 58.715 |

## Amministrazione

### Gemellaggi
- Roggiano Gravina

Dal 18 novembre 1996 è gemellata con Roggiano Gravina, in Calabria. Il gemellaggio ha ragione d'essere nell'alto numero di roggianesi emigrati a Bensalem.